# Шафт в Африке
«Шафт в Африке» (англ. Shaft in Africa) — американский приключенческий блэксплотейшн-боевик Джона Гиллермина 1973 года. Последний фильм оригинальной трилогии о детективе Джоне Шафте.

## Сюжет
Кто-то наладил вывоз нелегальных мигрантов из Африки в Европу, где они попадают в некое подобие современного рабства. Европейцы и африканцы работают над этой проблемой. С африканской стороны вопрос пытается решить эмир Рамила, но он уже потерял в этом деле своего сына. Его сын записался на работу в Европу, чтобы изучить, как работает сеть контрабанды, но был разоблачён и убит.
Эмир Рамила, который сам живёт в Нью-Йорке, наслышан о местном чернокожем детективе Джоне Шафте. Он просит Шафта отправиться в Африку и, прикинувшись африканцем, отправиться оттуда нелегалом на работу в Европу, попутно разоблачив всю сеть. Дочь эмира Алема помогает Шафту с местным языком.
Шафт отправляется в Аддис-Абебу, где притворяясь местным, записывается на заработки в Европу. Далее будущих нелегальных мигрантов везут на грузовиках в сторону пустыни, затем они переходят через пустыню на верблюдах, а затем на корабле плывут через море. Преступники из Европы знают, что среди группы этих нелегалов есть американец и отправляют своих людей на его ликвидацию.
Шафт добирается до Европы, где раскрывает преступную сеть. При помощи Алемы он находит логово бандитов, а затем громит его, не прибегая к помощи французской полиции.

## В ролях
- Ричард Раундтри — Джон Шафт
- Фрэнк Финлей — Амафи
- Вонетта Макги — Алема
- Неда Арнерич — Джазар
- Дебебе Эшету — Васса
- Спирос Фокас — Сассари
- Жак Эрлен — Перро
- Джо Дженкинс — Зиба
- Уилли Джона — Ойо
- Адольфо Ластретти — Пиро
- Марн Мэйтленд — полковник Гондер
- Фрэнк Макрей — Осия
- Зенебек Тадессе — проститутка
- А. В. Фалана — сын Рамилы
- Джеймс Э. Майерс — Вильямс
- Надим Савалха — Зубайр
- Томас Бэптист — Копо
- Джон Шеврон — Шимба
- Глинн Эдвардс — Ванден
- Сай Грант — эмир Рамила
- Жак Марен — Кюссе
- Ник Заран — Сади
- Альдо Самбрель — Анджело

## Производство
Режиссёром фильма был назначен Джон Гиллермин. В третьем фильме Джон Шафт был несколько переосмыслен как своего рода Джеймс Бонд. Африканские сцены были сняты в Эфиопии. Создатели фильма дважды встречались с императором Хайле Селассие, чтобы получить его одобрение на натурные съёмки. Сценарий фильма был вдохновлён реальным инцидентом, когда в грузовике, въехавшем во Францию из Италии, было обнаружено около тридцати африканцев, которые были контрабандой ввезены во Францию для низкооплачиваемой работы.

## Выпуск и приём
Фильм получил смешанные отзывы. На сайте Rotten Tomatoes рейтинг «свежести» фильма составляет 64 % на основе 14 отзывов. В прокате фильм провалился. Через неделю после его выхода в прокат вышел новый фильм о Джеймсе Бонде «Живи и дай умереть», который сам заигрывал с жанром блэксплотейшн. Студия MGM продала права на Шафта на телевидение и в 1973—1974 годах на CBS вышла серия из семи телефильмов об этом детективе. Далее в кино Шафт появился уже только в 2000 году, когда вышел перезапуск с Сэмюэлом Л. Джексоном в роли нового детектива Шафта.